# Bios (roman)
Pour les articles homonymes, voir Bios.
Bios (titre original : Bios) est un roman de science-fiction de l'écrivain canadien Robert Charles Wilson publié aux États-Unis en 1999 et en France en 2001.

## Résumé
Isis est  une planète semblable à la Terre mais dont la biosphère est très agressive envers les hommes. Le port d'une armure totalement étanche est obligatoire pour les sorties de la base Yambuku. Zoé Fisher, un être humain génétiquement modifié pour faire face à un tel environnement, est envoyé sur Isis pour l'explorer.
Ce roman exploite le thème de la planète hostile à l'homme et celui du clonage humain et décrit une société humaine très hiérarchisée, divisée entre terriens et habitants des planètes autres que la terre, où les « familles » et les trusts se partagent le pouvoir.

## Éditions
- Bios, Tor Books, 13 novembre 1999, 208 p.  (ISBN 031286857X)
- Bios, Gallimard, coll. « Folio SF » no 80, 6 décembre 2001, trad. Gilles Goullet, 320 p.  (ISBN 207041860X)
- Bios, ActuSF, coll. « Perles d'épice », 2 mai 2019, trad. Gilles Goullet, 320 p.  (ISBN 978-2366299953)